# DFI Inc.
DFI Inc. eller (Diamond Flower Inc.)  er en taiwansk producent af industricomputere- og industri-computerhardware med hovedkvarter i Taipei. De designer, udvikler, fremstiller og sælger industrielle motherboards, PC'ere, systemmoduler, displays. Desuden har de ODM/OEM services.
DFI blev etableret af Y.C Lu 14. juli 1981, som en producent af elektroniske komponenter.